# Dæmning
En dæmning er et bygningsværk, der opføres enten for at sikre et landområde mod oversvømmelse fra floder, søer eller havet, til at sikre passage af fx veje og jernbaner over et vandområde, eller til at opbygge et vandreservoir, der kan hjælpe med at udnytte vandressourcerne til fx strømproduktion, drikkevand eller kunstvanding.
En dæmning kan være en mur der står i vandkanten, men er oftest en vold med skråning på ydersiden eller begge sider, da denne konstruktion bedst forhindrer at vandet "gnaver" dæmningen væk.